# Carl Mahon
Pour les articles homonymes, voir Mahon.
Carl Mahon, né le 2 février 1906 à Port-d'Espagne (Trinidad) et mort le 12 septembre 1992 en Indiana est un acteur américain. En tant qu'afro-américain, il a joué dans plusieurs films d'Oscar Micheaux dont The Girl from Chicago en 1932. Il a joué le rôle d'un Ethiopien dans le film The Exile.

## Filmographie
- 1931 : The Exile d'Oscar Micheaux
- 1932 : The Girl from Chicago d'Oscar Micheaux
- 1932 : Veiled Aristocrats d'Oscar Micheaux : Frank Fowler[3]
- 1932 : Ten Minutes to Live d'Oscar Micheaux : Anthony[3]